# Breznica Našička
Breznica Našička – wieś w Chorwacji, w żupanii osijecko-barańskiej, w gminie Koška. W 2011 roku liczyła 617 mieszkańców.